# Servizi televisivi digitali terrestri nazionali in Italia
Questa è la lista dei servizi televisivi digitali terrestri nazionali in Italia ordinati secondo LCN (se assegnato).

## Frequenze e LCN
Lo spettro di frequenze che nella televisione analogica terrestre veniva utilizzato per trasmettere una sola televisione e/o massimo due servizi interattivi (un teletext e/o una pay per view), nella televisione digitale terrestre può essere utilizzato (e di norma lo è) per trasmettere varie televisioni e/o vari altri servizi televisivi (servizi interattivi e radio), principale motivo per cui è in atto in tutto il mondo la transizione alla televisione digitale terrestre. Il segnale che nella televisione digitale terrestre veicola più servizi televisivi viene chiamato in gergo tecnico "multiplex". Per sapere se una determinata zona geografica è servita da un particolare servizio televisivo è necessario dunque verificare se tale zona geografica è servita dal multiplex che lo veicola. Per tale motivo di ogni servizio televisivo viene riportato il mux o i multiplex che lo veicolano.
In alcuni casi la medesima televisione presente in diversi multiplex ha più di un LCN. In altri casi televisioni diverse hanno il medesimo LCN. Questo perché non c'è pieno rigore nell'assegnazione di quest'ultimo. Il servizio interattivo teletext e il servizio interattivo in standard MHP invece possono avere più di un LCN perché il primo può essere trasmesso da più televisioni, mentre il secondo può essere abbinato a diversi altri servizi televisivi (televisioni e/o radio) ognuno con un proprio LCN diverso da tutti gli altri.
Il 12 novembre 2021 viene pubblicata dal Ministero dello sviluppo economico l'aggiudicazione definitiva delle LCN da parte delle emittenti nazionali per l'arrivo del nuovo DVB-T2 in Italia.

## Servizi televisivi attualmente disponibili

### Emittenti a diffusione nazionale
1. Questa lista è suscettibile di variazioni e potrebbe essere incompleta o non aggiornata.

| LCN | Canale                         | Multiplex            | Contenuti                   | Qualità video | Editore                                        |
| --- | ------------------------------ | -------------------- | --------------------------- | ------------- | ---------------------------------------------- |
| 1   | Rai 1 HD                       | Rai Mux MR           | generalista                 | HDTV          | Rai                                            |
| 2   | Rai 2 HD                       | Rai Mux MR           | generalista                 | HDTV          | Rai                                            |
| 3   | Rai 3 TGR (nome della regione) | Rai Mux MR           | generalista                 | HDTV          | Rai                                            |
| 3   | Rai 3 TGR (nome della regione) | Rai Mux MR           | generalista                 | HDTV          | Rai                                            |
| 3   | Rai 3 TGR (nome della regione) | Rai Mux MR           | generalista                 | HDTV          | Rai                                            |
| 4   | Rete 4 HD                      | Mediaset 3           | generalista                 | HDTV          | Mediaset                                       |
| 5   | Canale5 HD                     | Mediaset 3           | generalista                 | HDTV          | Mediaset                                       |
| 6   | Italia1 HD                     | Mediaset 3           | generalista                 | HDTV          | Mediaset                                       |
| 7   | LA7 HD                         | Cairo Due            | generalista                 | HDTV          | La7 S.p.A. (Cairo Communication)               |
| 8   | TV8 HD                         | Persidera 2          | generalista                 | HDTV          | Sky Italia S.r.l.                              |
| 9   | NOVE                           | Persidera 1          | generalista                 | HDTV          | Warner Bros. Discovery Italia                  |
| 20  | 20Mediaset HD                  | Mediaset 3           | intrattenimento             | HDTV          | Mediaset                                       |
| 21  | Rai 4 Rai 4 HD                 | Rai Mux A Rai Mux B  | intrattenimento             | SDTV HDTV     | Rai                                            |
| 22  | Iris HD                        | Mediaset 1           | cinema                      | HDTV          | Mediaset                                       |
| 23  | Rai 5                          | Rai Mux A            | documentari e lifestyle     | SDTV          | Rai                                            |
| 24  | Rai Movie HD                   | Rai Mux A            | cinema                      | HDTV          | Rai                                            |
| 25  | Rai Premium Rai Premium HD     | Rai Mux A Rai Mux B  | intrattenimento             | SDTV HDTV     | Rai                                            |
| 26  | Cielo                          | Persidera 2          | intrattenimento             | SDTV          | Sky Italia S.r.l.                              |
| 27  | 27Twentyseven HD               | Mediaset 1           | intrattenimento             | HDTV          | Mediaset                                       |
| 28  | TV2000                         | Persidera 2          | religione                   | HDTV          | Rete Blu S.p.A. (CEI)                          |
| 29  | LA7d                           | Cairo Due            | intrattenimento             | HDTV          | La7 S.p.A. (Cairo Communication)               |
| 30  | La5 HD                         | Mediaset 1           | intrattenimento             | HDTV          | Mediaset                                       |
| 31  | Real Time                      | Persidera 3          | documentari e lifestyle     | HDTV          | Warner Bros. Discovery Italia                  |
| 32  | QVC HD                         | Mediaset 2           | televendite                 | HDTV          | QVC Italia S.r.l.                              |
| 33  | Food Network                   | Persidera 3          | cucina                      | HDTV          | Warner Bros. Discovery Italia                  |
| 34  | Cine34 HD                      | Mediaset 2           | cinema                      | HDTV          | Mediaset                                       |
| 35  | Focus HD                       | Mediaset 2           | documentari e lifestyle     | HDTV          | Mediaset                                       |
| 36  | RTL 102.5                      | Persidera 3          | musica                      | HDTV          | RTL 102.5 Hit Radio S.r.l.                     |
| 37  | Warner TV                      | Persidera 3          | intrattenimento             | HDTV          | Warner Bros. Discovery Italia                  |
| 38  | GIALLO                         | Persidera 3          | intrattenimento             | HDTV          | Warner Bros. Discovery Italia                  |
| 39  | TOPcrime HD                    | Mediaset 2           | intrattenimento             | HDTV          | Mediaset                                       |
| 40  | Boing HD                       | Mediaset 2           | cartoni animati             | HDTV          | Boing (Mediaset e Warner Bros. Discovery)      |
| 41  | K2                             | Persidera 2          | cartoni animati             | SDTV          | Warner Bros. Discovery Italia                  |
| 42  | Rai Gulp                       | Rai Mux A            | cartoni animati             | SDTV          | Rai                                            |
| 43  | Rai Yoyo                       | Rai Mux A            | cartoni animati             | SDTV          | Rai                                            |
| 44  | Frisbee                        | Persidera 2          | cartoni animati             | SDTV          | Warner Bros. Discovery Italia                  |
| 45  | Boing Plus                     | Mediaset 2           | cartoni animati             | SDTV          | Boing (Mediaset e Warner Bros. Discovery)      |
| 46  | Cartoonito HD                  | Mediaset 2           | cartoni animati             | HDTV          | Boing (Mediaset e Warner Bros. Discovery)      |
| 47  | Super!                         | Persidera 2          | cartoni animati             | SDTV          | Paramount Global Italia S.r.l.                 |
| 48  | Rai News 24 Rai News 24 HD     | Rai Mux MR Rai Mux B | all-news                    | SDTV HDTV     | Rai                                            |
| 49  | Mediaset Italia2 HD            | Mediaset 1           | intrattenimento             | HDTV          | Mediaset                                       |
| 50  | Sky TG24                       | Persidera 2          | all-news                    | SDTV          | Sky Italia S.r.l.                              |
| 51  | TGCOM24 HD                     | Mediaset 1           | all-news                    | HDTV          | Mediaset                                       |
| 52  | DMAX                           | Persidera 3          | documentari e lifestyle     | HDTV          | Warner Bros. Discovery Italia                  |
| 53  | Italia 53                      | Persidera 1          | televendite                 | SDTV          | Canale Italia S.r.l                            |
| 54  | Rai Storia HD                  | Rai Mux B            | documentari e lifestyle     | HDTV          | Rai                                            |
| 55  | Mediaset Extra HD              | Mediaset 3           | intrattenimento             | HDTV          | Mediaset                                       |
| 56  | HGTV - Home&Garden             | Persidera 1          | documentari e lifestyle     | HDTV          | Warner Bros. Discovery Italia                  |
| 57  | Rai Scuola HD                  | Rai Mux B            | documentari e lifestyle     | HDTV          | Rai                                            |
| 58  | Rai Sport HD                   | Rai Mux A            | sport                       | HDTV          | Rai                                            |
| 59  | Motor Trend                    | Persidera 1          | motori                      | HDTV          | Warner Bros. Discovery Italia                  |
| 60  | SPORTITALIA HD                 | Persidera 1          | sport                       | HDTV          | Italia Sport Communication S.r.l.              |
| 61  | iL61                           | Persidera 1          | Intrattenimento             | SDTV          | Gruppo Sciscione S.r.l.                        |
| 62  | DONNA SPORT TV                 | Persidera 3          | intrattenimento             | SDTV          | Italia TV S.r.l.                               |
| 63  | CS24.LIVE                      | Persidera 3          | televendite                 | SDTV          | GM Comunicazione                               |
| 64  | SUPERTENNIS                    | Persidera 2          | sport                       | SDTV          | Sportcast S.r.l.                               |
| 65  | ALMA TV                        | Persidera 1          | cucina                      | SDTV          | Gruppo Sciscione S.r.l.                        |
| 66  | RADIO 105                      | Mediaset 1           | musica                      | HDTV          | Radio Studio 105 S.p.A. (RadioMediaset)        |
| 67  | R101 TV                        | Mediaset 1           | musica                      | HDTV          | Monradio S.r.l. (RadioMediaset)                |
| 68  | BOM CHANNEL                    | Dfree                | televendite                 | SDTV          | MEDIA 360 ITALY CORPORATE CAPITAL              |
| 69  | Deejay TV HD                   | Persidera 1          | musica                      | HDTV          | Elemedia S.p.A. (GEDI Gruppo Editoriale)       |
| 70  | RadioItaliaTV                  | Persidera 2          | musica                      | HDTV          | Radio Italia S.p.a.                            |
| 100 | Rai 4K Test                    | Rai Mux B            | test                        | 4K - HDR HLG  | Rai                                            |
| 101 | Rai 4K                         | Rai Mux A            | intrattenimento             | 4K - HDR HLG  | Rai                                            |
| 103 | Rai 3 HD                       | Rai Mux MR           | generalista                 | HDTV          | Rai                                            |
| 104 | Rete4 HD                       | Mediaset 3           | generalista                 | HDTV          | Mediaset                                       |
| 105 | Canale5 HD                     | Mediaset 3           | generalista                 | HDTV          | Mediaset                                       |
| 106 | Italia1 HD                     | Mediaset 3           | generalista                 | HDTV          | Mediaset                                       |
| 107 | LA7 HD                         | Cairo Due            | generalista                 | HDTV          | La7 S.p.A. (Cairo Communication)               |
| 108 | TV8 HD                         | Persidera 2          | generalista                 | HDTV          | Sky Italia S.r.l.                              |
| 109 | NOVE                           | Persidera 1          | generalista                 | HDTV          | Warner Bros. Discovery Italia                  |
| 120 | 20Mediaset HD                  | Mediaset 2           | intrattenimento             | HDTV          | Mediaset                                       |
| 121 | ITALIA 121                     | Cairo Due            | televendite                 | SDTV          | Canale Italia S.r.l.                           |
| 122 | CANALE 122                     | Dfree                | approfondimento             | HDTV          | Radio Massolina S.r.l.                         |
| 123 | ITALIA CHANNEL                 | Persidera 1          | televendite                 | SDTV          | Mediatext S.r.l.                               |
| 124 | ARTE ITALIA 124                | Cairo Due            | televendite                 | SDTV          | Canale Italia S.r.l.                           |
| 125 | ARTE ITALIA 125                | Cairo Due            | televendite                 | SDTV          | Canale Italia S.r.l.                           |
| 126 | ITALIA 126                     | Cairo Due            | televendite                 | SDTV          | Canale Italia S.r.l.                           |
| 127 | ITALIA 127                     | Cairo Due            | televendite                 | SDTV          | Canale Italia S.r.l.                           |
| 128 | GOLD TV ITALIA                 | Persidera 1          | televendite                 | SDTV          | GM Comunicazione                               |
| 129 | LA 4 ITALIA                    | Persidera 1          | televendite                 | SDTV          | GM Comunicazione                               |
| 130 | CHANNEL 24                     | Persidera 1          | televendite                 | SDTV          | GM Comunicazione                               |
| 131 | RETE ITALIA                    | Persidera 1          | televendite                 | SDTV          | GM Comunicazione                               |
| 132 | LINEAGEM                       | Dfree                | televendite                 | SDTV          | GM Comunicazione                               |
| 133 | ArteIN                         | Dfree                | televendite                 | HDTV          | Napoleon S.R.L                                 |
| 134 | ITALIA 134                     | Cairo Due            | televendite                 | SDTV          | Canale Italia S.r.l.                           |
| 135 | ITALIA 135                     | Cairo Due            | televendite                 | SDTV          | Canale Italia S.r.l.                           |
| 136 | ITALIA 136                     | Cairo Due            | televendite                 | SDTV          | Canale Italia S.r.l.                           |
| 137 | LUXURY CHANNEL 137             | Persidera 1          | televendite                 | SDTV          | GM Comunicazione                               |
| 138 | TELECAMPIONE                   | Persidera 3          | televendite                 | SDTV          | GM Comunicazione                               |
| 139 | DELUXE 139                     | Dfree                | televendite                 | SDTV          | GM Comunicazione                               |
| 140 | STARMARKET                     | Persidera 1          | televendite                 | SDTV          | GM Comunicazione                               |
| 141 | Italia 141                     | Persidera 1          | televendite                 | SDTV          | Canale Italia S.r.l.                           |
| 142 | ITALIA 142                     | Cairo Due            | televendite                 | SDTV          | Canale Italia S.r.l.                           |
| 143 | ITALIA 143                     | Cairo Due            | televendite                 | SDTV          | Canale Italia S.r.l.                           |
| 144 | CANALE 144                     | Persidera 1          | televendite                 | SDTV          | GM Comunicazione                               |
| 145 | PADRE PIO TV                   | Dfree                | religione                   | SDTV          | FMC Media S.r.l. Unipersonale                  |
| 146 | Rai Scuola HD                  | Rai Mux A            | documentari e lifestyle     | HDTV          | Rai                                            |
| 147 | FIRE TV                        | Dfree                | televendite                 | SDTV          | Fascino S.r.l.s                                |
| 148 | ITALIA 148                     | Cairo Due            | televendite                 | SDTV          | Canale Italia S.r.l.                           |
| 149 | PRIMASET                       | Dfree                | all-news                    | SDTV          | PRIMASET S.r.l.                                |
| 150 | Italia 150                     | Persidera 1          | televendite                 | SDTV          | Canale Italia S.r.l.                           |
| 151 | EQUtv                          | Dfree                | sport                       | HDTV          | Epiqa S.r.l. Unipersonale                      |
| 152 | Tesory Channel                 | Dfree                | televendite                 | SDTV          | Pier Style S.r.l.                              |
| 153 | TV 153                         | Persidera 1          | televendite                 | SDTV          | GM Comunicazione                               |
| 154 | ITALIA 154                     | Cairo Due            | televendite                 | SDTV          | Canale Italia S.r.l.                           |
| 155 | ITALIA 155                     | Cairo Due            | televendite                 | SDTV          | Canale Italia S.r.l.                           |
| 156 | ITALIA 156                     | Cairo Due            | televendite                 | SDTV          | Canale Italia S.r.l.                           |
| 157 | FASCINO TV                     | Dfree                | televendite                 | HDTV          | Fascino S.r.l.s                                |
| 158 | RADIO KISS KISS TV             | Persidera 1          | musica                      | HDTV          | CN Media S.r.l.                                |
| 159 | ITALIA 159                     | Cairo Due            | televendite                 | SDTV          | Canale Italia S.r.l.                           |
| 160 | ITALIA 160                     | Cairo Due            | televendite                 | SDTV          | Canale Italia S.r.l.                           |
| 161 | ITALIA 161                     | Cairo Due            | televendite                 | SDTV          | Canale Italia S.r.l.                           |
| 162 | CANALE 162                     | Persidera 1          | televendite                 | SDTV          | GM Comunicazione                               |
| 163 | CANALE 163                     | Persidera 3          | televendite                 | SDTV          | GM Comunicazione                               |
| 164 | ITALIA 164                     | Cairo Due            | televendite                 | SDTV          | Canale Italia S.r.l.                           |
| 165 | Canale 165                     | Dfree                | televendite                 | SDTV          | Fascino S.r.l.s                                |
| 166 | ORLERTV                        | Dfree                | televendite                 | SDTV          | GM Comunicazione                               |
| 167 | VH1                            | Persidera 3          | musica                      | SDTV          | Paramount Global Italia S.r.l.                 |
| 168 | CANALE168                      | Dfree                | televendite                 | SDTV          | Fascino S.r.l.s                                |
| 169 | CANALE169                      | Dfree                | televendite                 | SDTV          | Fascino S.r.l.s                                |
| 170 | PRIMA FREE                     | Dfree                | televendite                 | SDTV          | MEDIA 360 ITALY CORPORATE CAPITAL              |
| 200 | Test HEVC main10               | Mediaset 3           | test                        | HDTV, HEVC    | Mediaset                                       |
| 201 | RaiPlay                        | Rai Mux B            | TV app                      | SDTV          | Rai                                            |
| 202 | Rai Radio 2 Visual HD          | Rai Mux B            | Musica                      | HDTV          | Rai                                            |
| 203 | RaiPlay Sound                  | Rai Mux B            | TV app                      | SDTV          | Rai                                            |
| 204 | PROMO FOOD                     | Persidera 1          | televendite                 | SDTV          | GM Comunicazione                               |
| 205 | PROMO TRAVEL                   | Persidera 1          | televendite                 | SDTV          | GM Comunicazione                               |
| 206 | PROMO HOME                     | Persidera 1          | televendite                 | SDTV          | GM Comunicazione                               |
| 207 | PROMO LIVING                   | Persidera 1          | televendite                 | SDTV          | GM Comunicazione                               |
| 208 | PROMO LIFE                     | Persidera 1          | televendite                 | SDTV          | GM Comunicazione                               |
| 209 | PROMO SHOPPING                 | Persidera 1          | televendite                 | SDTV          | GM Comunicazione                               |
| 220 | AP Channel                     | Dfree                | televendite                 | SDTV          | AP Editore S.r.l.                              |
| 221 | ITCHANNEL                      | Persidera 3          | contenitore multicanale     | SDTV          | ED Media Plus S.r.l.                           |
| 222 | RADIO ROMA NETWORK             | Dfree                | approfondimento             | SDTV          | Social Network S.r.l.                          |
| 225 | Teleshopping                   | Dfree                | televendite                 | SDTV          | Fascino S.r.l.s                                |
| 226 | WELCOME IN                     | Persidera 3          | documentari e lifestyle     | SDTV          | New Media S.r.l.                               |
| 228 | Tesory Channel                 | Dfree                | televendite                 | SDTV          | Pier Style S.r.l.                              |
| 229 | LA7d HD                        | Cairo Due            | intrattenimento             | HDTV          | La7 S.p.A. (Cairo Communication)               |
| 230 | CANALE 230                     | Persidera 1          | televendite                 | SDTV          | GM Comunicazione                               |
| 232 | CANALE 232                     | Persidera 1          | contenitore multicanale     | SDTV          | GM Comunicazione                               |
| 233 | RTL 102.5 CALIENTE             | Persidera 3          | musica                      | SDTV          | RTL 102.5 Hit Radio S.r.l.                     |
| 234 | CUSANO NEWS 7                  | Persidera 1          | all-news                    | HDTV          | Radio Massolina S.r.l.                         |
| 235 | CANALE 235                     | Persidera 3          | contenitore multicanale     | SDTV          | Gruppo Sciscione S.r.l.                        |
| 237 | CANALE 237                     | Persidera 1          | televendite                 | SDTV          | Gruppo Sciscione S.r.l.                        |
| 238 | PROMO KIDS                     | Persidera 1          | televendite                 | SDTV          | Gruppo Sciscione S.r.l.                        |
| 240 | GENIUS 240                     | Dfree                | televendite                 | SDTV          | Genius S.r.l.                                  |
| 241 | FRANCE 24                      | Cairo Due            | all-news                    | SDTV          | France Médias Monde                            |
| 242 | SICILIA 242                    | Dfree                | approfondimento             | HDTV          | Sicilia24 S.r.l. di Ombretta Garofalo Editrice |
| 243 | CANALE 243                     | Persidera 1          | televendite                 | SDTV          | GM Comunicazione                               |
| 244 | BABEL                          | Dfree                | TV rumena                   | SDTV          | Emanuele Latagliata Editore                    |
| 245 | PAROLE DI VITA                 | Persidera 1          | religione                   | SDTV          | Associazione Parole di Vita                    |
| 246 | Radio 24                       | Persidera 2          | approfondimento             | HDTV          | Il Sole 24 Ore S.p.A.                          |
| 248 | TCI                            | Dfree                | religione                   | SDTV          | Televisione Cristiana Italiana S.r.l.          |
| 250 | PROMO SPORT                    | Persidera 1          | televendite                 | SDTV          | GM Comunicazione                               |
| 251 | MOMENTO TV                     | Dfree                | contenitore multicanale     | SDTV          | Momento TV S.r.l.                              |
| 253 | Radio Radio TV                 | Dfree                | approfondimento             | SDTV          | RADIO RADIO ROMA S.r.l.                        |
| 254 | ADNPLAY                        | Dfree                | contenitore multicanale     | SDTV          | ADN Italia Spa                                 |
| 255 | Maria Vision                   | Dfree                | religione                   | SDTV          | Maria Vision Italia                            |
| 257 | GAMBERO ROSSO                  | Persidera 3          | cucina                      | SDTV          | Gambero Rosso S.p.A.                           |
| 258 | RADIOFRECCIA                   | Persidera 3          | musica                      | HDTV          | RTL 102.5 Hit Radio S.r.l.                     |
| 259 | BIKE                           | Persidera 3          | sport                       | SDTV          | Tiscali Italia S.p.A.                          |
| 260 | URANIA                         | Persidera 3          | approfondimento             | SDTV          | Urania Media S.r.l.                            |
| 262 | Byoblu                         | Dfree                | approfondimento             | HDTV          | Byoblu Edizioni S.r.l.s.                       |
| 263 | CANALE 263                     | Persidera 1          | televendite                 | SDTV          | GM Comunicazione                               |
| 264 | NTR RADIO 264 MUSIC TV         | Dfree                | musica                      | SDTV          | PRIMASET S.r.l.                                |
| 265 | RDS Social TV                  | Persidera 1          | musica                      | HDTV          | Radio Dimensione Suono S.p.A.                  |
| 266 | RADIO ZETA                     | Persidera 3          | musica                      | HDTV          | RTL 102.5 Hit Radio S.r.l.                     |
| 268 | CANALE 268                     | Persidera 3          | contenitore multicanale     | SDTV          | GM Comunicazione                               |
| 269 | 269ITALIA                      | Dfree                | televendite                 | SDTV          | AP Editore S.r.l.                              |
| 410 | MADE IN BUSINESS               | Persidera 3          | approfondimento             | SDTV          | World Vision S.r.l.                            |
| 412 | IMPRESE                        | Persidera 3          | motori                      | SDTV          | World Vision S.r.l.                            |
| 441 | ITALIAN FISHING TV             | Persidera 3          | sport                       | SDTV          | Canale Europa S.r.l.                           |
| 455 | ARTE E CULTURA                 | Persidera 3          | televendite                 | SDTV          | Canale Europa S.r.l.                           |
| 504 | Rete4 HD                       | Mediaset 3           | generalista                 | HDTV          | Mediaset                                       |
| 505 | Canale5 HD                     | Mediaset 3           | generalista                 | HDTV          | Mediaset                                       |
| 506 | Italia1 HD                     | Mediaset 3           | generalista                 | HDTV          | Mediaset                                       |
| 507 | LA7 HD                         | Cairo Due            | generalista                 | HDTV          | La7 S.p.A. (Cairo Communication)               |
| 508 | TV8 HD                         | Persidera 2          | generalista                 | HDTV          | Sky Italia S.r.l.                              |
| 509 | NOVE                           | Persidera 1          | generalista                 | HDTV          | Warner Bros. Discovery Italia                  |
| 520 | 20Mediaset HD                  | Mediaset 2           | intrattenimento             | HDTV          | Mediaset                                       |
| 521 | Rai 4 HD                       | Rai Mux A            | intrattenimento             | HDTV          | Rai                                            |
| 522 | Iris HD                        | Mediaset 1           | cinema                      | HDTV          | Mediaset                                       |
| 523 | Rai 5 HD                       | Rai Mux B            | documentari e lifestyle     | HDTV          | Rai                                            |
| 524 | Rai Movie HD                   | Rai Mux B            | cinema                      | HDTV          | Rai                                            |
| 525 | Rai Premium HD                 | Rai Mux A            | intrattenimento             | HDTV          | Rai                                            |
| 527 | 27Twentyseven HD               | Mediaset 1           | intrattenimento             | HDTV          | Mediaset                                       |
| 528 | TV2000                         | Persidera 2          | religione e intrattenimento | HDTV          | Rete Blu S.p.A. (CEI)                          |
| 529 | LA7d                           | Cairo Due            | intrattenimento             | HDTV          | La7 S.p.A. (Cairo Communication)               |
| 530 | La5 HD                         | Mediaset 1           | intrattenimento             | HDTV          | Mediaset                                       |
| 531 | RADIO ZETA                     | Persidera 3          | musica                      | HDTV          | RTL 102.5 Hit Radio S.r.l.                     |
| 532 | RADIOFRECCIA                   | Persidera 3          | musica                      | HDTV          | RTL 102.5 Hit Radio S.r.l.                     |
| 533 | RTL 102.5 CALIENTE             | Persidera 3          | musica                      | SDTV          | RTL 102.5 Hit Radio S.r.l.                     |
| 534 | Cine34 HD                      | Mediaset 2           | cinema                      | HDTV          | Mediaset                                       |
| 535 | Focus HD                       | Mediaset 2           | documentari e lifestyle     | HDTV          | Mediaset                                       |
| 536 | RTL 102.5                      | Persidera 3          | musica                      | HDTV          | RTL 102.5 Hit Radio S.r.l.                     |
| 537 | Warner TV                      | Persidera 3          | intrattenimento             | HDTV          | Warner Bros. Discovery Italia                  |
| 539 | TOPcrime HD                    | Mediaset 2           | intrattenimento             | HDTV          | Mediaset                                       |
| 540 | Boing HD                       | Mediaset 2           | cartoni animati             | HDTV          | Boing (Mediaset e WarnerMedia)                 |
| 542 | Rai Gulp HD                    | Rai Mux B            | cartoni animati             | HDTV          | Rai                                            |
| 543 | Rai Yoyo HD                    | Rai Mux B            | cartoni animati             | HDTV          | Rai                                            |
| 545 | Boing Plus                     | Mediaset 2           | cartoni animati             | HDTV          | Boing (Mediaset e WarnerMedia)                 |
| 546 | Cartoonito                     | Mediaset 2           | cartoni animati             | HDTV          | Boing (Mediaset e WarnerMedia)                 |
| 548 | Rai News 24                    | Rai Mux MR           | all-news                    | HDTV          | Rai                                            |
| 549 | Mediaset Italia2 HD            | Mediaset 1           | intrattenimento             | HDTV          | Mediaset                                       |
| 550 | RTV San Marino                 | Rai Mux B            | intrattenimento             | SDTV          | ERAS e Rai                                     |
| 551 | TGCOM24 HD                     | Mediaset 1           | all-news                    | HDTV          | Mediaset                                       |
| 554 | Rai Storia HD                  | Rai Mux A            | documentari e lifestyle     | HDTV          | Rai                                            |
| 556 | Mediaset Extra HD              | Mediaset 3           | intrattenimento             | HDTV          | Mediaset                                       |
| 558 | Rai Sport HD                   | Rai Mux B            | sport                       | HDTV          | Rai                                            |
| 560 | SPORTITALIA HD                 | Persidera 1          | sport                       | HDTV          | Italia Sport Communication S.r.l.              |
| 561 | iL61                           | Persidera 1          | intrattenimento             | SDTV          | Gruppo Sciscione S.r.l.                        |
| 562 | DONNA SPORT TV                 | Persidera 3          | intrattenimento             | SDTV          | Italia TV S.r.l.                               |
| 565 | ALMA TV                        | Persidera 1          | cucina                      | SDTV          | Gruppo Sciscione S.r.l.                        |
| 566 | RADIO 105                      | Mediaset 1           | musica                      | HDTV          | Radio Studio 105 S.p.A. (RadioMediaset)        |
| 567 | R101 TV                        | Mediaset 1           | musica                      | HDTV          | Monradio Srl (RadioMediaset)                   |
| 569 | Deejay TV HD                   | Persidera 1          | musica                      | HDTV          | Elemedia S.p.A. (GEDI Gruppo Editoriale)       |
| 570 | RadioItaliaTV                  | Persidera 2          | musica                      | HDTV          | Radio Italia S.p.A.                            |
| 724 | RDS Social TV                  | Persidera 1          | musica                      | HDTV          | Radio Dimensione Suono S.p.A.                  |
| 739 | RTL 102.5 TRAFFIC              | Persidera 3          | musica                      | SDTV          | RTL 102.5 Hit Radio S.r.l.                     |
| 740 | RTL 102.5 BEST                 | Persidera 3          | musica                      | SDTV          | RTL 102.5 Hit Radio S.r.l.                     |
| 741 | RTL 102.5 NAPULE'              | Persidera 3          | musica                      | SDTV          | RTL 102.5 Hit Radio S.r.l.                     |
| 742 | RTL 102.5 DISCO                | Persidera 3          | musica                      | SDTV          | RTL 102.5 Hit Radio S.r.l.                     |
| 743 | RTL 102.5 CALIENTE             | Persidera 3          | musica                      | SDTV          | RTL 102.5 Hit Radio S.r.l.                     |
| 744 | RTL 102.5 BRO&SIS              | Persidera 3          | musica                      | SDTV          | RTL 102.5 Hit Radio S.r.l.                     |
| 825 | Radio Margherita Più           | Dfree                | musica                      | SDTV          | Associazione Culturale Nuove Frontiere         |
| 829 | LA7 Test                       | Cairo Due            | test                        | SDTV          | La7 S.p.A. (Cairo Communication)               |
| 831 | RTV San Marino                 | Rai Mux B            | intrattenimento             | SDTV          | ERAS e Rai                                     |
| 833 | SUPERSIX TV                    | Dfree                | intrattenimento             | SDTV          | Kalympos S.r.l.                                |
| 888 | Caccia e Pesca                 | Cairo Due            | pay TV                      | SDTV          | Cairo Communication                            |
| 907 | LA7 TEST                       | Cairo Due            | test                        | SDTV          | La7 S.p.A. (Cairo Communication)               |
| 908 | TV8 News On Demand             | Persidera 2          | test                        | SDTV          | Sky Italia S.r.l.                              |
| 929 | LA7 Servizi on Demand          | Cairo Due            | test                        | SDTV          | La7 S.p.A. (Cairo Communication)               |
| 997 | LA7 on Demand                  | Cairo Due            | test                        | HDTV          | La7 S.p.A. (Cairo Communication)               |
| 998 | LA7 TEST                       | Cairo Due            | test                        | SDTV          | La7 S.p.A. (Cairo Communication)               |
| 999 | LA7d TEST                      | Cairo Due            | test                        | HDTV          | La7 S.p.A. (Cairo Communication)               |

### Radio
| LCN | Radio                        | Multiplex   | Tipologia       | Contenuti           | Qualità audio | Editore                                   |
| --- | ---------------------------- | ----------- | --------------- | ------------------- | ------------- | ----------------------------------------- |
| 701 | Rai Radio 1                  | Rai Mux A   | generalista     | vari generi audio   | AAC           | Rai                                       |
| 702 | Rai Radio 2                  | Rai Mux A   | generalista     | vari generi audio   | HE-AAC        | Rai                                       |
| 703 | Rai Radio 3                  | Rai Mux A   | generalista     | vari generi audio   | HE-AAC        | Rai                                       |
| 704 | Rai Gr Parlamento            | Rai Mux A   | generalista     | vari generi audio   | AAC           | Rai                                       |
| 705 | Rai Isoradio                 | Rai Mux A   | generalista     | vari generi audio   | AAC           | Rai                                       |
| 706 | Rai Radio 3 Classica         | Rai Mux A   | tematica        | musica classica     | AAC           | Rai                                       |
| 707 | Rai Radio Kids               | Rai Mux A   | tematica        | bambini             | AAC           | Rai                                       |
| 708 | Rai Radio Live Napoli        | Rai Mux A   | tematica        | musica              | AAC           | Rai                                       |
| 709 | Rai Radio Techete'           | Rai Mux A   | tematica        | archivio            | AAC           | Rai                                       |
| 710 | Rai Radio Tutta Italiana     | Rai Mux A   | tematica        | musica italiana     | AAC           | Rai                                       |
| 711 | Rai Radio 1 Sport            | Rai Mux A   | tematica        | sport               | AAC           | Rai                                       |
| 712 | No Name Radio powered by Rai | Rai Mux A   | tematica        | musica              | AAC           | Rai                                       |
| 713 | Radio Capital                | Persidera 1 | generalista     | vari generi audio   | HE-AAC        | Elemedia S.p.A. (GEDI Gruppo Editoriale)  |
| 714 | Radio Deejay                 | Persidera 1 | generalista     | vari generi audio   | HE-AAC        | Elemedia S.p.A. (GEDI Gruppo Editoriale)  |
| 715 | Radio m2o                    | Persidera 1 | generalista     | vari generi audio   | HE-AAC        | Elemedia S.p.A. (GEDI Gruppo Editoriale)  |
| 728 | InBlu2000                    | Persidera 2 | semigeneralista | vari generi audio   | Stereo        | Rete Blu S.p.A. (CEI)                     |
| 733 | Radio Vaticana Italia        | Persidera 2 | tematica        | religione cattolica | Stereo        | Vatican Media                             |
| 736 | RTL 102.5                    | Persidera 3 | generalista     | vari generi audio   | HE-AAC        | RTL 102.5 Hit Radio S.r.l.                |
| 737 | RADIO ZETA                   | Persidera 3 | generalista     | vari generi audio   | HE-AAC        | RTL 102.5 Hit Radio S.r.l.                |
| 738 | RADIOFRECCIA                 | Persidera 3 | generalista     | vari generi audio   | HE-AAC        | RTL 102.5 Hit Radio S.r.l.                |
| 770 | Radio Italia SMI             | Persidera 2 | semigeneralista | vari generi audio   | HE-AAC        | Radio Italia S.p.A.                       |
| 771 | Radio R101                   | Mediaset 1  | generalista     | vari generi audio   | HE-AAC        | Monradio S.r.l. (RadioMediaset)           |
| 772 | Radio Monte Carlo            | Mediaset 1  | generalista     | vari generi audio   | HE-AAC        | RMC Italia S.p.A. (RadioMediaset)         |
| 785 | RADIO 105                    | Mediaset 1  | generalista     | vari generi audio   | HE-AAC        | Radio Studio 105 S.p.A. (RadioMediaset)   |
| 786 | VIRGIN RADIO                 | Mediaset 1  | tematica        | musica rock         | HE-AAC        | Virgin Radio Italy S.p.A. (RadioMediaset) |
| 789 | Radio Maria                  | Persidera 1 | tematica        | religione cattolica | Mono          | Associazione Radio Maria Italia           |

#### Altri
| LCN                                     | Servizio interattivo | Multiplex                      | Descrizione | Contenuti | DAR      | Qualità video | Piattaforma televisiva | Data di lancio  | Fase sperimentale |
| --------------------------------------- | -------------------- | ------------------------------ | ----------- | --------- | -------- | ------------- | ---------------------- | --------------- | ----------------- |
| 1 2 3 21 23 24 25 42 43 48 54 57 58 146 | Televideo            | Rai Mux MR Rai Mux A Rai Mux B | teletext    | vari      | 16:9 4:3 | SDTV          | Rai                    | 15 gennaio 1984 | 31 marzo 1981     |

## Servizi televisivi disponibili in passato
| LCN         | Canale                                   | Tipo                 | Fine disponibilità                                                              | DAR   | Qualità video | Editore                                                                   | Multiplex           |
| ----------- | ---------------------------------------- | -------------------- | ------------------------------------------------------------------------------- | ----- | ------------- | ------------------------------------------------------------------------- | ------------------- |
| 61          | Travel TV                                | televisione          | 1 luglio 2025                                                                   | 16:9  | SDTV          | Gruppo Sciscione S.r.l.                                                   | Persidera 1         |
| 167 267     | VH1                                      | televisione          | 7 gennaio 2024                                                                  | 16:9  | HDTV          | Paramount Global Italy                                                    | Persidera 2         |
| 473         | Sky Sport Calcio                         | pay TV               | 4 dicembre 2023                                                                 | 16:9  | HDTV          | Sky Italia                                                                | Dfree               |
| 63          | GM24.IT                                  | televisione          | 16 giugno 2023                                                                  | 16:9  | SDTV          | GM Comunicazione                                                          | Persidera 3         |
| 253         | RADIO RADIO TV                           | televisione          | 1º gennaio 2023                                                                 | 16:9  | SDTV          | Radio Radio S.r.l.                                                        | Persidera 1         |
| 61          | SOLOCALCIO                               | televisione          | 7 novembre 2022                                                                 | 16:9  | SDTV          | Italia Sport Communication S.r.l.                                         | Cairo Due           |
| 122         | Retecapri                                | televisione          | 28 giugno 2022                                                                  | 16:9  | SDTV          | Television Broadcasting System S.r.l.                                     | Alpha               |
| 149         | Capri Casinò                             | televisione          | 28 giugno 2022                                                                  | 16:9  | SDTV          | Television Broadcasting System S.r.l.                                     | Alpha               |
| 247         | Capri Fashion                            | televisione          | 28 giugno 2022                                                                  | 16:9  | SDTV          | Television Broadcasting System S.r.l.                                     | Alpha               |
| 63          | GO-TV                                    | televisione          | 1º giugno 2022                                                                  | 16:9  | SDTV          | Italia TV S.r.l.                                                          | TIMB 1              |
| 455         | Sky Uno                                  | pay TV               | 1º aprile 2022                                                                  | 16:9  | SDTV          | Sky Italia                                                                | Mediaset 5          |
| 456         | Sky Atlantic                             | pay TV               | 1º aprile 2022                                                                  | 16:9  | SDTV          | Sky Italia                                                                | Mediaset 5          |
| 481         | Sky Sport 24                             | pay TV               | 1º aprile 2022                                                                  | 16:9  | SDTV          | Sky Italia                                                                | Mediaset 5          |
| 484         | Sky Sport                                | pay TV               | 1º aprile 2022                                                                  | 16:9  | SDTV          | Sky Italia                                                                | Mediaset 5          |
| 485         | Sky Sport                                | pay TV               | 1º aprile 2022                                                                  | 16:9  | SDTV          | Sky Italia                                                                | Mediaset 5          |
| 257         | VIRGIN RADIO                             | televisione          | 1º febbraio 2022                                                                | 16:9  | SDTV          | Virgin Radio Italy S.p.A. (RadioMediaset)                                 | Dfree               |
| 27          | Paramount Network                        | televisione          | 17 gennaio 2022                                                                 | 16:9  | SDTV          | ViacomCBS Networks Italia                                                 | Rete A 1            |
| 49          | Spike                                    | televisione          | 17 gennaio 2022                                                                 | 16:9  | SDTV          | ViacomCBS Networks Italia                                                 | TIMB 3              |
| 459         | Premium Action                           | pay TV               | 17 gennaio 2022                                                                 | 16:9  | SDTV          | Mediaset                                                                  | Mediaset 5          |
| 460         | Premium Crime                            | pay TV               | 17 gennaio 2022                                                                 | 16:9  | SDTV          | Mediaset                                                                  | Mediaset 1          |
| 462         | Premium Stories                          | pay TV               | 17 gennaio 2022                                                                 | 16:9  | SDTV          | Mediaset                                                                  | Mediaset 1          |
| 463         | Premium Cinema 1                         | pay TV               | 17 gennaio 2022                                                                 | 16:9  | SDTV          | Mediaset                                                                  | Dfree               |
| 464         | Premium Cinema 2                         | pay TV               | 17 gennaio 2022                                                                 | 16:9  | SDTV          | Mediaset                                                                  | Mediaset 1          |
| 465         | Premium Cinema 3                         | pay TV               | 17 gennaio 2022                                                                 | 16:9  | SDTV          | Mediaset                                                                  | Mediaset 1          |
| 473         | Sky Sport Calcio HD                      | pay TV               | 10 gennaio 2022                                                                 | 16:9  | HDTV          | Sky Italia                                                                | Mediaset 1          |
| 486         | Sky Sport                                | pay TV               | 10 gennaio 2022                                                                 | 16:9  | SDTV          | Sky Italia                                                                | Mediaset 5          |
| 152         | Mondo Calcio                             | televisione          | 9 gennaio 2022                                                                  | 16:9  | SDTV          | Gruppo Mediapason                                                         | Rete A 2            |
| 63          | Canale 63                                | televisione          | 1º gennaio 2022                                                                 | 16:9  | SDTV          | GM Comunicazione                                                          | TIMB 2              |
| 61          | Canale 61                                | televisione          | 31 agosto 2021                                                                  | 16:9  | SDTV          | GM Comunicazione                                                          | Rete A 2            |
| 570         | Radio Italia TV HD                       | televisione          | 2 gennaio 2021                                                                  | 16:9  | HDTV          | Radio Italia S.r.l.                                                       | mux locali          |
| 63          | Zelig Sport                              | televisione          | 1º novembre 2020                                                                | 16:9  | SDTV          | Bananas Media Company & Smemoranda                                        | TIMB 2              |
| 458         | National Geographic                      | pay TV               | 9 luglio 2020                                                                   | 16:9  | SDTV          | Fox Networks Group Italy                                                  | Mediaset 1          |
| 464         | Premium Cinema Energy                    | pay TV               | 1º luglio 2020                                                                  | 16:9  | SDTV          | Mediaset                                                                  | Dfree               |
| 465         | Premium Cinema Emotion                   | pay TV               | 1º luglio 2020                                                                  | 16:9  | SDTV          | Mediaset                                                                  | Mediaset 1          |
| 466         | Premium Cinema Comedy                    | pay TV               | 1º luglio 2020                                                                  | 16:9  | SDTV          | Mediaset                                                                  | Dfree               |
| 471         | Sky Cinema per te 1                      | pay TV               | 1º luglio 2020                                                                  | 16:9  | SDTV          | Sky Italia                                                                | Mediaset 1          |
| 471         | Sky Cinema per te 2                      | pay TV               | 18 giugno 2020                                                                  | 16:9  | SDTV          | Sky Italia                                                                | Mediaset 1          |
| 65          | Canale 65                                | televisione          | 1º maggio 2020                                                                  | 16:9  | SDTV          | GM Comunicazione                                                          | TIMB 2              |
| 61          | Life 120 Channel                         | televisione          | 20 marzo 2020                                                                   | 16:9  | SDTV          | Life 120 S.r.l.s.                                                         | Rete A 2            |
| 68          | ibox.it                                  | televisione          | 11 febbraio 2020                                                                | 16:9  | SDTV          | Giglio Group S.p.a.                                                       | TIMB 2              |
| 55          | Mediaset Extra 2                         | televisione          | 18 gennaio 2020                                                                 | misto | SDTV          | Mediaset                                                                  | Rete A 1            |
| 223         | Case Design Stili                        | televisione          | 7 gennaio 2020                                                                  | 16:9  | SDTV          | Alma Media S.r.l.                                                         | TIMB 2              |
| 224         | Pop Economy                              | televisione          | 7 gennaio 2020                                                                  | 16:9  | SDTV          | Alma Media S.r.l.                                                         | TIMB 2              |
| 157         | Virgin Radio TV                          | televisione          | 23 dicembre 2019                                                                | 16:9  | SDTV          | Virgin Radio Italy S.p.A. (RadioMediaset)                                 | Mediaset 3          |
| 59          | Alpha                                    | televisione          | 21 dicembre 2019                                                                | 16:9  | SDTV          | De Agostini                                                               | TIMB 2              |
| 520         | 20 Mediaset HD                           | televisione          | 20 novembre 2019                                                                | 16:9  | HDTV          | Mediaset                                                                  | Mediaset 3          |
| 237         | Canale 237                               | televisione          | 1º ottobre 2019                                                                 | 16:9  | SDTV          | GM Comunicazione                                                          | Rete A 2            |
| 137         | Vero                                     | televisione          | 1º settembre 2019                                                               | 16:9  | SDTV          | GM Comunicazione                                                          | Rete A 2            |
| 165         | FN Sport                                 | televisione          | 16 luglio 2019                                                                  | 16:9  | SDTV          | Anthem Sports & Entertainment/Italia Media S.r.l.                         | Rete A 2            |
| 45          | Pop                                      | televisione          | 11 luglio 2019                                                                  | 16:9  | SDTV          | Sony Pictures Entertainment S.p.A.                                        | TIMB 3              |
| 55          | Cine Sony                                | televisione          | 11 luglio 2019                                                                  | 16:9  | SDTV          | Sony Pictures Entertainment S.p.A.                                        | Rete A 1            |
| 461         | Premium Joi                              | pay TV               | 1º luglio 2019                                                                  | 16:9  | SDTV          | Mediaset                                                                  | Mediaset 1          |
| 260         | Reteconomy                               | televisione          | 28 marzo 2019                                                                   | 16:9  | SDTV          | RetEconoMy S.r.l.                                                         | Alpha               |
| 122         | Capri Store                              | televisione          | 11 marzo 2019                                                                   | 4:3   | SDTV          | TBS S.r.l.                                                                | Alpha               |
| 320         | Investigation Discovery                  | pay TV               | 28 febbraio 2019                                                                | 16:9  | SDTV          | Discovery Italia                                                          | Mediaset 3          |
| 341         | Eurosport 1                              | pay TV               | 28 febbraio 2019                                                                | 16:9  | SDTV          | Discovery Italia                                                          | Mediaset 3          |
| 342         | Eurosport 2                              | pay TV               | 28 febbraio 2019                                                                | 16:9  | SDTV          | Discovery Italia                                                          | Mediaset 3          |
| 65          | ibox65                                   | televisione          | 1º febbraio 2019                                                                | 16:9  | SDTV          | Giglio S.p.a. Group                                                       | TIMB 2              |
| 334         | Studio Universal                         | pay TV               | 1º gennaio 2019                                                                 | 16:9  | SDTV          | NBC Universal Global Networks Italia                                      | Mediaset 3          |
| 509         | Nove HD                                  | televisione          | 26 ottobre 2018                                                                 | 16:9  | HDTV          | Discovery Italia                                                          | TIMB 2              |
| 340         | Premium Sport 2                          | pay TV               | 13 agosto 2018                                                                  | 16:9  | SDTV          | Mediaset                                                                  | Mediaset 3          |
| 300         | Premium Menu                             | pay TV               | 1º agosto 2018                                                                  | 16:9  | SDTV          | Mediaset                                                                  | Mediaset 1          |
| 310 455     | Sky TG24                                 | pay TV               | 1º agosto 2018                                                                  | 16:9  | SDTV          | Sky Italia                                                                | Mediaset 1          |
| 374         | Premium Sport                            | pay TV               | 1º agosto 2018                                                                  | 16:9  | SDTV          | Mediaset                                                                  | Mediaset 1          |
| 384         | Premium Calcio 1                         | pay TV               | 1º agosto 2018                                                                  | 16:9  | SDTV          | Mediaset                                                                  | Mediaset 1          |
| 385         | Premium Calcio 2                         | pay TV               | 1º agosto 2018                                                                  | 16:9  | SDTV          | Mediaset                                                                  | Mediaset 1          |
| 386         | Premium Calcio 3                         | pay TV               | 1º agosto 2018                                                                  | 16:9  | SDTV          | Mediaset                                                                  | Mediaset 1          |
| 387         | Premium Calcio 4                         | pay TV               | 1º agosto 2018                                                                  | 16:9  | SDTV          | Mediaset                                                                  | Mediaset 1          |
| 388         | Premium Calcio 5                         | pay TV               | 1º agosto 2018                                                                  | 16:9  | SDTV          | Mediaset                                                                  | Mediaset 1          |
| 389         | Premium Calcio 6                         | pay TV               | 1º agosto 2018                                                                  | 16:9  | SDTV          | Mediaset                                                                  | Mediaset 1          |
| 534         | Mediaset Extra HD                        | televisione          | 1º agosto 2018                                                                  | 16:9  | HDTV          | Mediaset                                                                  | La3                 |
| 68          | Play.me                                  | televisione          | 6 giugno 2018                                                                   | 16:9  | SDTV          | Giglio Group S.p.a.                                                       | TIMB 2              |
| 312         | Premium Action +24                       | pay TV               | 1º giugno 2018                                                                  | 16:9  | SDTV          | Mediaset                                                                  | Mediaset 1          |
| 313         | Premium Crime HD                         | pay TV               | 1º giugno 2018                                                                  | 16:9  | HDTV          | Mediaset                                                                  | La3                 |
| 314         | Premium Crime +24                        | pay TV               | 1º giugno 2018                                                                  | 16:9  | SDTV          | Mediaset                                                                  | Mediaset 5          |
| 330         | Premium Cinema HD                        | pay TV               | 1º giugno 2018                                                                  | 16:9  | HDTV          | Mediaset                                                                  | Dfree               |
| 331         | Premium Cinema +24                       | pay TV               | 1º giugno 2018                                                                  | 16:9  | SDTV          | Mediaset                                                                  | Mediaset 5          |
| 332         | Premium Cinema 2 HD                      | pay TV               | 1º giugno 2018                                                                  | 16:9  | HDTV          | Mediaset                                                                  | Dfree               |
| 333         | Premium Cinema 2 +24                     | pay TV               | 1º giugno 2018                                                                  | 16:9  | SDTV          | Mediaset                                                                  | Mediaset 1          |
| 334         | Premium Cinema Energy HD                 | pay TV               | 1º giugno 2018                                                                  | 16:9  | HDTV          | Mediaset                                                                  | Mediaset 5          |
| 335         | Premium Cinema Energy +24                | pay TV               | 1º giugno 2018                                                                  | 16:9  | SDTV          | Mediaset                                                                  | Mediaset 1          |
| 350         | Cartoon Network                          | pay TV               | 1º giugno 2018                                                                  | 16:9  | SDTV          | Turner Broadcasting System Italia                                         | Mediaset 1          |
| 380         | Premium Sport HD                         | pay TV               | 1º giugno 2018                                                                  | 16:9  | HDTV          | Mediaset                                                                  | Mediaset 3          |
| 388         | Premium Calcio 1 HD                      | pay TV               | 1º giugno 2018                                                                  | 16:9  | HDTV          | Mediaset                                                                  | Mediaset 5          |
| 389         | Premium Calcio 2 HD                      | pay TV               | 1º giugno 2018                                                                  | 16:9  | HDTV          | Mediaset                                                                  | Mediaset 1          |
| 311         | Premium Action HD                        | pay TV               | 19 aprile 2018                                                                  | 16:9  | HDTV          | Mediaset                                                                  | La3                 |
| 316         | Premium Joi +24                          | pay TV               | 19 aprile 2018                                                                  | 16:9  | SDTV          | Mediaset                                                                  | Mediaset 5          |
| 381         | Premium Sport 2 HD                       | pay TV               | 19 aprile 2018                                                                  | 16:9  | HDTV          | Mediaset                                                                  | Mediaset 3          |
| 391         | Premium Sport 4K                         | pay TV               | 19 aprile 2018                                                                  | 16:9  | UHDTV         | Mediaset                                                                  | Mediaset 1          |
| 66          | Capri Television                         | televisione          | 4 aprile 2018                                                                   | 16:9  | SDTV          | TBS                                                                       | Alpha               |
| 65          | Acqua                                    | televisione          | 21 marzo 2018                                                                   | 16:9  | SDTV          | Giglio Group                                                              | TIMB 2              |
| 69          | Canale 69                                | televisione          | 8 gennaio 2018                                                                  | 16:9  | SDTV          | GM Comunicazione                                                          | Rete A 2            |
| 63          | LeoVegas TV                              | televisione          | 1º gennaio 2018                                                                 | 16:9  | SDTV          | LeoVegas Gaming Limited                                                   | Rete A 1            |
| 61          | Nuvola61                                 | televisione          | 1º dicembre 2017                                                                | 16:9  | SDTV          | GM Comunicazione                                                          | Rete A 2            |
| 62          | Top Calcio                               | televisione          | 1º dicembre 2017                                                                | 16:9  | SDTV          | Gruppo Mediapason                                                         | Rete A 2            |
| 49          | Fine Living                              | televisione          | 22 ottobre 2017                                                                 | 16:9  | SDTV          | Scripps Networks                                                          | TIMB 3              |
| 59          | Split TV                                 | televisione          | 28 settembre 2017                                                               | 16:9  | SDTV          | De Agostini                                                               | TIMB 2              |
| 318         | Premium Stories +24                      | pay TV               | 4 settembre 2017                                                                | 16:9  | SDTV          | Mediaset                                                                  | Mediaset 1          |
| 55          | Capri Gourmet                            | televisione          | 1º agosto 2017                                                                  | 4:3   | LDTV          | TBS                                                                       | Alpha               |
|             | 33                                       | televisione          | 1º giugno 2017                                                                  | 16:9  | SDTV          | Scripps Networks                                                          | mux locali          |
| 120         | Retecapri 2                              | televisione          | 5 maggio 2017                                                                   | 4:3   | SDTV          | TBS                                                                       | Alpha               |
| 504         | Rete4 HD                                 | televisione          | 5 maggio 2017                                                                   | 16:9  | HDTV          | Mediaset                                                                  | Mediaset 2          |
| 45          | NekoTV                                   | televisione          | 1º maggio 2017                                                                  | 4:3   | LDTV          | TBS & C.S.E. Multimedia Asialab                                           | Alpha               |
| 134         | La3                                      | televisione          | 1º maggio 2017                                                                  | 16:9  | SDTV          | H3G S.p.A.                                                                | Rete A 2            |
| 557         | Rai Sport 1 HD                           | televisione          | 5 febbraio 2017                                                                 | 16:9  | HDTV          | Rai                                                                       | RAI Mux 4           |
| 58          | Rai Sport 2                              | televisione          | 5 febbraio 2017                                                                 | 16:9  | SDTV          | Rai                                                                       | RAI Mux 2           |
| 388         | Premium Calcio 7                         | pay per view         | 9 dicembre 2016                                                                 | 16:9  | SDTV          | Mediaset                                                                  | La3                 |
| 350         | Disney Channel                           | pay TV               | 1º ottobre 2016                                                                 | 16:9  | SDTV          | Walt Disney Television Italia                                             | Dfree               |
| 351         | Disney Channel +1                        | pay TV               | 1º ottobre 2016                                                                 | 16:9  | SDTV          | Walt Disney Television Italia                                             | Mediaset 1          |
| 352         | Disney Junior                            | pay TV               | 1º ottobre 2016                                                                 | 16:9  | SDTV          | Walt Disney Television Italia                                             | Dfree               |
| 69          | Onda Italiana                            | televisione          | 1º ottobre 2016                                                                 | 16:9  | SDTV          | Gruppo Editoriale L'Espresso                                              | Rete A 2            |
| 147         | SOS Television                           | televisione          | 1º ottobre 2016                                                                 | 16:9  | SDTV          | Francesco Catalani Editore                                                | Rete A 2            |
| 158         | m2o Tv                                   | televisione          | 1º ottobre 2016                                                                 | 16:9  | SDTV          | Gruppo Editoriale L'Espresso                                              | Rete A 2            |
| 162         | Radio Capital TiVù                       | televisione          | 1º ottobre 2016                                                                 | 16:9  | SDTV          | Gruppo Editoriale L'Espresso                                              | Rete A 2            |
| 501         | Rai HD                                   | televisione          | 19 settembre 2016                                                               | 16:9  | HDTV          | Rai                                                                       | RAI Mux 4           |
| 401         | Nitegate Promo                           | pay TV               | 2 settembre 2016                                                                | 16:9  | SDTV          | Amico SAT Roma S.r.l.                                                     | Canale Italia mux 2 |
| 402         | Nitegate 1                               | pay TV               | 2 settembre 2016                                                                | 16:9  | SDTV          | Amico SAT Roma S.r.l.                                                     | Canale Italia mux 2 |
| 403         | Nitegate 2                               | pay TV               | 2 settembre 2016                                                                | 16:9  | SDTV          | Amico SAT Roma S.r.l.                                                     | Canale Italia mux 2 |
| 452         | Luci Rosse TV 1                          | pay TV               | 2 settembre 2016                                                                | 16:9  | SDTV          | Luci Rosse TV                                                             | Rete A 2            |
| 453         | Luci Rosse TV 2                          | pay TV               | 2 settembre 2016                                                                | 16:9  | SDTV          | Luci Rosse TV                                                             | Rete A 2            |
| 454         | Luci Rosse TV 3                          | pay TV               | 2 settembre 2016                                                                | 16:9  | SDTV          | Luci Rosse TV                                                             | Rete A 2            |
| 558         | Rai Sport 2 HD                           | televisione          | 23 agosto 2016                                                                  | 16:9  | HDTV          | Rai                                                                       | RAI Mux 3           |
| 33          | Agon Channel                             | televisione          | 29 luglio 2016                                                                  | 16:9  | SDTV          | Francesco Becchetti & AGONSET s.r.l.                                      | mux locali          |
| 67 267 567  | MTV Music                                | televisione          | 1º luglio 2016                                                                  | 16:9  | SDTV          | MTV Italia                                                                | TIMB 3              |
| 164         | LaTV                                     | televisione          | 22 giugno 2016                                                                  | 16:9  | SDTV          | CasaLotto S.r.l.                                                          | Rete A 2            |
| 109         | Deejay TV - Nove +1                      | televisione          | 7 giugno 2016                                                                   | 16:9  | SDTV          | Discovery Italia                                                          | Rete A 2            |
| 134         | Canale Italia Musica                     | televisione          | 24 marzo 2016                                                                   | 16:9  | SDTV          | Canale Italia                                                             | Canale Italia mux 2 |
| 61          | Sport 1                                  | televisione          | 14 marzo 2016                                                                   | 16:9  | SDTV          | LT Multimedia                                                             | TIMB 1              |
| 316         | Discovery World                          | pay TV               | 1º marzo 2016                                                                   | 16:9  | SDTV          | Discovery Italia                                                          | Mediaset 5          |
| 317         | BBC Knowledge                            | pay TV               | 1º marzo 2016                                                                   | 16:9  | SDTV          | BBC Worldwide                                                             | Mediaset 5          |
| 50          | La Effe                                  | televisione          | 30 gennaio 2016                                                                 | 16:9  | SDTV          | EFFETV S.r.l.                                                             | Rete A 1            |
| 246         | WorldNetChannel                          | televisione          | 18 gennaio 2016                                                                 | 16:9  | SDTV          | Forum Della Comunità Milano                                               | Rete A 2            |
| 59          | Gazzetta TV                              | televisione          | 6 gennaio 2016                                                                  | 16:9  | SDTV          | RCS MediaGroup                                                            | TIMB 2              |
| variabile   | 7 Gold Musica                            | televisione          | 1º gennaio 2016                                                                 | 4:3   | SDTV          | 7 Gold                                                                    | mux locali          |
| 33          | ABC                                      | televisione          | 31 dicembre 2015                                                                | 4:3   | SDTV          | GM Comunicazione                                                          | TIMB 1              |
| 162         | Onda Latina                              | televisione          | 28 dicembre 2015                                                                | 4:3   | SDTV          | L'Espresso                                                                | Rete A 2            |
| 33          | Agon Channel                             | televisione          | 13 novembre 2015                                                                | 16:9  | SDTV          | Francesco Becchetti & AGONSET S.r.l.                                      | TIMB 1              |
| 157         | Italia 157                               | televisione          | 7 settembre 2015                                                                | 4:3   | SDTV          | Canale Italia                                                             | Canale Italia mux 2 |
| 224         | Alice Kochen                             | televisione          | 1º settembre 2015                                                               | 16:9  | SDTV          | LT Multimedia                                                             | TIMB 2              |
| 222         | Leonardo                                 | televisione          | 1º settembre 2015                                                               | 16:9  | SDTV          | LT Multimedia                                                             | TIMB 2              |
| 62          | Sport 2                                  | televisione          | 5 agosto 2015                                                                   | 16:9  | SDTV          | GM Comunicazione                                                          | TIMB 2              |
| 8 108 508   | MTV                                      | televisione          | 1º agosto 2015                                                                  | 16:9  | SDTV          | MTV Italia                                                                | TIMB 2              |
| 61          | 61                                       | televisione          | 9 luglio 2015                                                                   | 16:9  | SDTV          | LT Multimedia                                                             | Rete A 2            |
| 62          | 62                                       | televisione          | 9 luglio 2015                                                                   | 16:9  | SDTV          | LT Multimedia                                                             | Rete A 2            |
| 392         | Fox Sports                               | pay TV               | 1º luglio 2015                                                                  | 16:9  | SDTV          | Mediaset Premium                                                          | Mediaset 3          |
| 393         | Fox Sports Plus                          | pay TV               | 1º luglio 2015                                                                  | 16:9  | SDTV          | Mediaset Premium                                                          | Mediaset 1          |
| 55          | Vero Capri                               | televisione          | 24 giugno 2015                                                                  | 16:9  | SDTV          | Guido Veneziani Editore S.r.l.                                            | TIMB 3              |
| 391 392 393 | Hot Time 1-2-3                           | pay TV               | 23 giugno 2015                                                                  | 16:9  | SDTV          | Mediaset                                                                  | Mediaset 1          |
| 322         | Mya                                      | pay TV               | 22 giugno 2015                                                                  | 16:9  | SDTV          | Mediaset                                                                  | Mediaset 5          |
| 123         | MShopping TV                             | televisione          | 3 marzo 2015                                                                    | 16:9  | SDTV          | Mediaset                                                                  | La3                 |
| 59          | Split TV                                 | televisione          | 16 febbraio 2015                                                                | 4:3   | SDTV          | GEDI S.p.a.                                                               | TIMB 2              |
| 45          | Junior TV                                | televisione          | 13 febbraio 2015                                                                | 16:9  | SDTV          | Junior TV Inghilterra LTD                                                 | TIMB 2              |
| 27          | ClassTV                                  | televisione          | 27 gennaio 2015                                                                 | 16:9  | SDTV          | Class Editore S.p.a.                                                      | Rete A 1            |
| 163         | iLIKE.TV                                 | televisione          | 25 gennaio 2015                                                                 | 16:9  | SDTV          | ArkiMedia S.r.l.                                                          | TIMB 2              |
| 319         | Premium Prestige                         | pay TV               | 7 gennaio 2015                                                                  | 16:9  | SDTV          | Mediaset                                                                  | Dfree               |
| 401         | Nitegate 1                               | pay TV               | 7 gennaio 2015                                                                  | 16:9  | SDTV          | Amico SAT Roma S.r.l.                                                     | Alpha               |
| 402         | Nitegate 2                               | pay TV               | 7 gennaio 2015                                                                  | 16:9  | SDTV          | Amico SAT Roma S.r.l.                                                     | Alpha               |
| 401         | Nitegate Vetrina                         | pay TV               | 7 gennaio 2015                                                                  | 16:9  | SDTV          | Amico SAT Roma S.r.l.                                                     | Alpha               |
| 134         | La3                                      | televisione          | 2 gennaio 2015                                                                  | 16:9  | SDTV          | La3 Italia S.p.a.                                                         | La3                 |
| 249         | Dinamica Channel                         | televisione          | 17 novembre 2014                                                                | 16:9  | SDTV          | Associazione Dilettantistica Sportiva e Culturale Dinamica Channel Veneto | mux locali          |
| 163         | We Share                                 | televisione          | 9 ottobre 2014                                                                  | 4:3   | SDTV          | ArkiMedia S.r.l.                                                          | Rete A 2            |
| 144         | Cinemax Television                       | televisione          | 5 settembre 2014                                                                | 4:3   | SDTV          | MovieMax Italia Cinema S.p.A.                                             | Rete A 2            |
| 133         | ALL Channel                              | televisione          | 22 luglio 2014                                                                  | 16:9  | SDTV          | Gruppo Editoriale L'Espresso                                              | Rete A 2            |
| 62          | Canale 62                                | televisione          | 16 luglio 2014                                                                  | 4:3   | SDTV          | LT Multimedia                                                             | TIMB 2              |
| 139         | Ka-Boom                                  | televisione          | 29 maggio 2014                                                                  | 16:9  | SDTV          | Dynit S.r.l.                                                              | TivuItalia          |
| 59          | Lottomatica TV                           | televisione          | 1º maggio 2014                                                                  | 16:9  | SDTV          | Lottomatica Scommesse S.r.l.                                              | Rete A 2            |
| 61          | Canale 61                                | televisione          | 30 aprile 2014                                                                  | 4:3   | SDTV          | LT Multimedia                                                             | TIMB 2              |
| 60          | Canale 60                                | televisione          | 17 aprile 2014                                                                  | 4:3   | SDTV          | LT Multimedia                                                             | TIMB 2              |
| 238         | Easy Kids                                | televisione          | 16 aprile 2014                                                                  | 16:9  | SDTV          | Lorenza Minola Editrice                                                   | TIMB 2              |
| 49          | Coming Soon Television                   | televisione          | 26 marzo 2014                                                                   | 16:9  | SDTV          | Anica Flash S.r.l.                                                        | Mediaset 2          |
| 144         | Vero Capri +1                            | televisione          | 24 gennaio 2014                                                                 | 4:3   | SDTV          | Guido Veneziani Editore S.r.l.                                            | Alpha               |
| 125         | Telemarket For You                       | televisione          | 7 gennaio 2014                                                                  | 4:3   | SDTV          | TeleArte S.r.l.                                                           | mux locali          |
| 124         | Telemarket                               | televisione          | 1º gennaio 2014                                                                 | 4:3   | SDTV          | TeleArte S.r.l.                                                           | mux locali          |
| 221         | Arturo                                   | televisione          | 1º gennaio 2014                                                                 | 4:3   | SDTV          | LT Multimedia                                                             | TIMB 2              |
| 60          | Sport Uno                                | televisione          | 20 dicembre 2013                                                                | 16:9  | SDTV          | LT Multimedia                                                             | TIMB 2              |
| 61          | Sport Due                                | televisione          | 20 dicembre 2013                                                                | 16:9  | SDTV          | LT Multimedia                                                             | TIMB 2              |
| 62          | Sport Tre Nuvolari                       | televisione          | 20 dicembre 2013                                                                | 16:9  | SDTV          | LT Multimedia                                                             | TIMB 2              |
| 60          | Sportitalia 1                            | televisione          | 1º novembre 2013                                                                | 4:3   | SDTV          | EDB Media                                                                 | TIMB 2              |
| 61          | Sportitalia 2                            | televisione          | 1º novembre 2013                                                                | 4:3   | SDTV          | EDB Media                                                                 | TIMB 2              |
| 62          | Sportitalia 24                           | televisione          | 1º novembre 2013                                                                | 4:3   | SDTV          | EDB Media                                                                 | TIMB 2              |
| 230         | Gardenia                                 | televisione          | 27 agosto 2013                                                                  | 16:9  | SDTV          | EFFETV S.r.l. & Feltrinelli Editore S.p.A.                                | TIMB 2              |
| 130         | Channel24                                | televisione          | 14 agosto 2013                                                                  | 16:9  | SDTV          | Digitmedia S.r.l.                                                         | TivuItalia          |
| 131         | Rete Italia                              | televisione          | 14 agosto 2013                                                                  | 16:9  | SDTV          | Digitmedia S.r.l.                                                         | TivuItalia          |
| 138         | Air                                      | televisione          | 14 agosto 2013                                                                  | 16:9  | SDTV          | Digitmedia S.r.l.                                                         | TivuItalia          |
| 147         | Fire                                     | televisione          | 14 agosto 2013                                                                  | 16:9  | SDTV          | Digitmedia S.r.l.                                                         | TivuItalia          |
| 150         | Serie B TV                               | pay TV               | 2 giugno 2013                                                                   | 16:9  | HDTV          | Europa 7                                                                  | Europa7 HD          |
| 418         | Serie B TV                               | pay TV               | 2 giugno 2013                                                                   | 16:9  | HDTV          | Europa 7                                                                  | Europa7 HD          |
| 419         | Serie B TV 2                             | pay TV               | 2 giugno 2013                                                                   | 16:9  | HDTV          | Europa 7                                                                  | Europa7 HD          |
| 420         | Serie B TV 3                             | pay TV               | 2 giugno 2013                                                                   | 16:9  | HDTV          | Europa 7                                                                  | Europa7 HD          |
| 421         | Serie B TV 4                             | pay TV               | 2 giugno 2013                                                                   | 16:9  | HDTV          | Europa 7                                                                  | Europa7 HD          |
| 422         | Serie B TV 5                             | pay TV               | 2 giugno 2013                                                                   | 16:9  | HDTV          | Europa 7                                                                  | Europa7 HD          |
| 423         | Serie B TV 6                             | pay TV               | 2 giugno 2013                                                                   | 16:9  | HDTV          | Europa 7                                                                  | Europa7 HD          |
| 424         | Serie B TV 7                             | pay TV               | 2 giugno 2013                                                                   | 16:9  | HDTV          | Europa 7                                                                  | Europa7 HD          |
| 425         | Serie B TV 8                             | pay TV               | 2 giugno 2013                                                                   | 16:9  | HDTV          | Europa 7                                                                  | Europa7 HD          |
| 426         | Serie B TV 9                             | pay TV               | 2 giugno 2013                                                                   | 16:9  | HDTV          | Europa 7                                                                  | Europa7 HD          |
| 233         | Brava                                    | televisione          | 31 maggio 2013                                                                  | 16:9  | SDTV          | RCS MediaGroup S.p.A.                                                     | TivuItalia          |
| 39          | For You                                  | televisione          | 20 maggio 2013                                                                  | misto | SDTV          | Mediaset                                                                  | Rete A 1            |
| 323         | Steel                                    | pay TV               | 31 marzo 2013                                                                   | 16:9  | SDTV          | Mediaset                                                                  | Mediaset 1          |
| 309         | Premium Anteprima                        | televisione          | 11 marzo 2013                                                                   | 16:9  | SDTV          | Mediaset                                                                  | Mediaset 1          |
| 152         | POKERItalia24                            | televisione          | 28 febbraio 2013                                                                | 4:3   | SDTV          | De Agostini                                                               | Rete A 1            |
| 507         | LA7 HD                                   | televisione          | 27 febbraio 2013                                                                | 16:9  | HDTV          | Cairo Communication                                                       | TIMB 2              |
| 880         | Wedding TV                               | televisione          | 17 gennaio 2013                                                                 | 16:9  | SDTV          | La Sposa S.r.l.                                                           | TivuItalia          |
| 144         | Vero Lady                                | televisione          | 1º gennaio 2013                                                                 | 4:3   | SDTV          | Guido Veneziani Editore S.r.l.                                            | Alpha               |
| 69          | Vintage!                                 | televisione          | 20 dicembre 2012                                                                | 4:3   | SDTV          | Gruppo Editoriale L'Espresso                                              | Rete A 2            |
| 69          | Virgin Radio TV                          | televisione          | 1º agosto 2012                                                                  | 4:3   | SDTV          | Virgin Radio Italy S.p.A.                                                 | mux locali          |
| 285         | Anime Gold                               | televisione          | 26 luglio 2012                                                                  | 4:3   | SDTV          | Italia 7Gold S.r.l.                                                       | mux locali          |
| 56          | Doc-U                                    | televisione          | 13 luglio 2012                                                                  | 16:9  | SDTV          | Switchover Media                                                          | TIMB 2              |
| 38          | CanalOne                                 | televisione          | 7 maggio 2012                                                                   | 4:3   | SDTV          | Switchover Media                                                          | TIMB 1              |
| 47          | STV                                      | televisione          | 18 marzo 2012                                                                   | 4:3   | SDTV          | Switch TV S.r.l.                                                          | TIMB 1 TIMB 2       |
| 105         | Canale 5 +1                              | televisione          | 1º marzo 2012                                                                   | misto | SDTV          | Mediaset                                                                  | Mediaset 5          |
| 106         | Italia 1 +1                              | televisione          | 1º marzo 2012                                                                   | misto | SDTV          | Mediaset                                                                  | Mediaset 6          |
| 51          | TG Mediaset                              | televisione          | 28 novembre 2011                                                                | 16:9  | SDTV          | Mediaset                                                                  | Mediaset 4          |
| 390         | Premium MotoGP                           | pay TV               | 17 novembre 2011                                                                | 16:9  | SDTV          | Mediaset                                                                  | Mediaset 1          |
| 104         | Rete 4 +1                                | televisione          | 11 luglio 2011                                                                  | misto | SDTV          | Mediaset                                                                  | Mediaset 6          |
| 324         | Joi +1                                   | pay TV               | 1º luglio 2011                                                                  | 16:9  | SDTV          | Mediaset                                                                  | Mediaset 5          |
| 325         | Mya +1                                   | pay TV               | 1º luglio 2011                                                                  | 16:9  | SDTV          | Mediaset                                                                  | Mediaset 5          |
| 326         | Steel +1                                 | pay TV               | 1º luglio 2011                                                                  | 16:9  | SDTV          | Mediaset                                                                  | Mediaset 1          |
| 377         | Premium Serie B 1                        | pay TV               | 1º luglio 2011                                                                  | 16:9  | SDTV          | Mediaset                                                                  | Mediaset 1          |
| 378         | Premium Serie B 2                        | pay TV               | 1º luglio 2011                                                                  | 16:9  | SDTV          | Mediaset                                                                  | Mediaset 1          |
| 379         | Premium Serie B 3                        | pay TV               | 1º luglio 2011                                                                  | 16:9  | SDTV          | Mediaset                                                                  | Mediaset 1          |
| 444         | Glamour Plus                             | pay TV               | 1º luglio 2011                                                                  | 4:3   | SDTV          | Consorzio Digitalia Broadcast Services S.r.l.                             | mux locali          |
| 121         | Mediashopping                            | televisione          | 1º marzo 2011                                                                   | 4:3   | SDTV          | Mediaset                                                                  | Mediaset 2          |
| 400         | dahlia                                   | pay TV               | 25 febbraio 2011                                                                | 16:9  | SDTV          | Dahlia TV                                                                 | TIMB 2              |
| 411         | dahlia Sport                             | pay TV               | 25 febbraio 2011                                                                | 16:9  | SDTV          | Dahlia TV                                                                 | TIMB 2              |
| 412         | dahlia Sport 2                           | pay TV               | 25 febbraio 2011                                                                | 16:9  | SDTV          | Dahlia TV                                                                 | TIMB 2              |
| 414         | dahlia Extra                             | pay TV               | 25 febbraio 2011                                                                | 16:9  | SDTV          | Dahlia TV                                                                 | TIMB 2              |
| 415         | dahlia Xtreme                            | pay TV               | 25 febbraio 2011                                                                | 16:9  | SDTV          | Dahlia TV                                                                 | TIMB 2              |
| 417         | dahlia Explorer                          | pay TV               | 25 febbraio 2011                                                                | 16:9  | SDTV          | Dahlia TV                                                                 | TIMB 2              |
| 418         | dahlia eros                              | pay TV               | 25 febbraio 2011                                                                | 16:9  | SDTV          | Dahlia TV                                                                 | TIMB 2              |
| 420         | Palermo Channel TV                       | pay TV               | 25 febbraio 2011                                                                | 16:9  | SDTV          | Dahlia TV                                                                 | TIMB 2              |
| 421         | dahlia Calcio 1                          | pay TV               | 25 febbraio 2011                                                                | 16:9  | SDTV          | Dahlia TV                                                                 | TIMB 2              |
| 422         | dahlia Calcio 2                          | pay TV               | 25 febbraio 2011                                                                | 16:9  | SDTV          | Dahlia TV                                                                 | TIMB 2              |
| 423         | dahlia Calcio 3                          | pay TV               | 25 febbraio 2011                                                                | 16:9  | SDTV          | Dahlia TV                                                                 | TIMB 2              |
| 424         | dahlia Calcio 4                          | pay TV               | 25 febbraio 2011                                                                | 16:9  | SDTV          | Dahlia TV                                                                 | TIMB 2              |
| 425         | dahlia Calcio 5                          | pay TV               | 25 febbraio 2011                                                                | 16:9  | SDTV          | Dahlia TV                                                                 | TIMB 2              |
| 444         | dahlia Adult                             | pay TV               | 25 febbraio 2011                                                                | 16:9  | SDTV          | Dahlia TV                                                                 | TIMB 2              |
| 445         | dahlia Adult 2                           | pay TV               | 25 febbraio 2011                                                                | 16:9  | SDTV          | Dahlia TV                                                                 | TIMB 2              |
| 446         | dahlia Adult 3                           | pay TV               | 25 febbraio 2011                                                                | 16:9  | SDTV          | Dahlia TV                                                                 | TIMB 2              |
| 447         | dahlia Adult Gay                         | pay TV               | 25 febbraio 2011                                                                | 16:9  | SDTV          | Dahlia TV                                                                 | TIMB 2              |
| 23          | Rai Extra                                | televisione          | 26 novembre 2010                                                                | 16:9  | SDTV          | Rai                                                                       | RAI Mux 4           |
| 43          | BBC World News                           | televisione          | 25 novembre 2010                                                                | 16:9  | SDTV          | BBC English News LTD                                                      | Mediaset 2          |
| 91          | Second TV                                | televisione          | 14 maggio 2010                                                                  | 4:3   | SDTV          | Gruppo Editoriale L'Espresso                                              | Rete A 1            |
| 26          | QOOB                                     | televisione          | 1º novembre 2009                                                                | 4:3   | SDTV          | MTV Italia                                                                | TIMB 1              |
| 17          | Rai Edu 1                                | televisione          | 19 ottobre 2009                                                                 | 4:3   | SDTV          | Rai                                                                       | RAI Mux B           |
| 47          | Rai Next                                 | televisione          | 1º settembre 2009                                                               | 4:3   | SDTV          | Rai                                                                       | RAI Mux 4           |
| N.D.        | Premium Attivazione                      | servizio interattivo | 1º luglio 2009                                                                  | 4:3   | SDTV          | Mediaset                                                                  | Mediaset 1          |
| 131         | Cartapiù A                               | pay TV               | 7 marzo 2009                                                                    | 4:3   | SDTV          | Cartapiù                                                                  | TIMB 2              |
| 132         | Cartapiù B                               | pay TV               | 7 marzo 2009                                                                    | 4:3   | SDTV          | Cartapiù                                                                  | TIMB 2              |
| 133         | Cartapiù C                               | pay TV               | 7 marzo 2009                                                                    | 4:3   | SDTV          | Cartapiù                                                                  | TIMB 2              |
| 134         | Cartapiù D                               | pay TV               | 7 marzo 2009                                                                    | 4:3   | SDTV          | Cartapiù                                                                  | TIMB 2              |
| 135         | Cartapiù E                               | pay TV               | 7 marzo 2009                                                                    | 4:3   | SDTV          | Cartapiù                                                                  | TIMB 2              |
| 136         | Cartapiù F                               | pay TV               | 7 marzo 2009                                                                    | 4:3   | SDTV          | Cartapiù                                                                  | TIMB 2              |
| N.D.        | Cartapiù X                               | pay TV               | 7 marzo 2009                                                                    | 4:3   | SDTV          | Cartapiù                                                                  | TIMB 2              |
| N.D.        | Cartapiù Y                               | pay TV               | 7 marzo 2009                                                                    | 4:3   | SDTV          | Cartapiù                                                                  | TIMB 2              |
| N.D.        | Cartapiù GOL!                            | pay TV               | 7 marzo 2009                                                                    | 4:3   | SDTV          | Cartapiù                                                                  | TIMB 2              |
| 27          | FacileTV                                 | televisione          | 1º febbraio 2009                                                                | 4:3   | SDTV          | Circuito Super Six S.r.l.                                                 | TIMB 2              |
| 67          | Sardegna Uno                             | televisione          | 1º gennaio 2009                                                                 | 4:3   | SDTV          | Sardegna Uno S.r.l                                                        | TIMB 1              |
| 49          | Puntoshop Channel                        | televisione          | 1º settembre 2008                                                               | 4:3   | SDTV          | PuntoShop San Marino S.r.l.                                               | TIMB 2              |
| N.D.        | Mediaset Premium 1                       | pay TV               | 8 gennaio 2008                                                                  | 16:9  | SDTV          | Mediaset                                                                  | Mediaset 1          |
| N.D.        | Mediaset Premium 2                       | pay TV               | 8 gennaio 2008                                                                  | 16:9  | SDTV          | Mediaset                                                                  | Mediaset 1          |
| N.D.        | Mediaset Premium 3                       | pay TV               | 8 gennaio 2008                                                                  | 16:9  | SDTV          | Mediaset                                                                  | Mediaset 1          |
| N.D.        | Mediaset Premium 4                       | pay TV               | 8 gennaio 2008                                                                  | 16:9  | SDTV          | Mediaset                                                                  | Mediaset 1          |
| N.D.        | Mediaset Premium 5                       | pay TV               | 8 gennaio 2008                                                                  | 16:9  | SDTV          | Mediaset                                                                  | Mediaset 1          |
| N.D.        | Mediaset Premium 6                       | pay TV               | 8 gennaio 2008                                                                  | 16:9  | SDTV          | Mediaset                                                                  | Mediaset 1          |
| N.D.        | Mediaset Premium 7                       | pay TV               | 8 gennaio 2008                                                                  | 16:9  | SDTV          | Mediaset                                                                  | Mediaset 1          |
| 19          | Rai Utile                                | televisione          | 1º gennaio 2008                                                                 | 4:3   | SDTV          | Rai                                                                       | RAI Mux B           |
| 27          | SitcomUNO                                | televisione          | 1º gennaio 2008                                                                 | 4:3   | SDTV          | LT Multimedia                                                             | TIMB 2              |
| N.D.        | France 2                                 | televisione          | 7 giugno 2007                                                                   | 4:3   | SDTV          | France Televisions                                                        | Rete A 1            |
| N.D.        | Rai Futura                               | televisione          | 1º giugno 2007                                                                  | 4:3   | SDTV          | Rai                                                                       | RAI Mux B           |
| 18          | Rai Doc                                  | televisione          | 1º giugno 2007                                                                  | 4:3   | SDTV          | Rai                                                                       | RAI Mux B           |
| 29          | LA7 Sport                                | televisione          | 1º aprile 2007                                                                  | 4:3   | SDTV          | Telecom Italia Media                                                      | TIMB 2              |
| N.D.        | Music Box Italia                         | televisione          | 1º aprile 2007                                                                  | 4:3   | SDTV          | Giglio Group S.p.A.                                                       | TIMB 2              |
| N.D.        | 24ore.tv                                 | televisione          | 1º gennaio 2007                                                                 | 4:3   | SDTV          | Gruppo ilSole24Ore S.p.A.                                                 | Mediaset 1          |
| N.D.        | LCI                                      | televisione          | 1º dicembre 2006                                                                | 4:3   | SDTV          | Groupe TF1                                                                | Dfree               |
| N.D.        | FLUX                                     | televisione          | 20 novembre 2006                                                                | 4:3   | SDTV          | MTV Italia                                                                | TIMB 1              |
| N.D.        | SI Solo Calcio                           | televisione          | 9 ottobre 2006                                                                  | 4:3   | SDTV          | EDB Media                                                                 | Dfree               |
| N.D.        | Canale D                                 | televisione          | 1º settembre 2005                                                               | 4:3   | SDTV          | Mediaset                                                                  | TIMB 1              |
| N.D.        | VJ TV                                    | televisione          | 22 ottobre 2004 (L'identificativo è rimasto invariato fino al 20 novembre 2004) | 4:3   | SDTV          | Match Music Italia                                                        | Mediaset 1          |
| N.D.        | Camera dei deputati                      | televisione          | Non disponibile                                                                 | 4:3   | SDTV          | Rai Parlamento                                                            | Rete A 1            |
| N.D.        | Canale 5 - M.C.S. Maurizio Costanzo Show | televisione          | Non disponibile                                                                 | 4:3   | SDTV          | Mediaset & Fascino PGT S.r.l.                                             | Mediaset 2          |
| 47          | CCTV-9                                   | televisione          | Non disponibile                                                                 | 4:3   | SDTV          | China Central Television                                                  | RAI Mux B           |
| N.D.        | Senato della Repubblica                  | televisione          | Non disponibile                                                                 | 4:3   | SDTV          | Rai Parlamento                                                            | Rete A 1            |

## Teletext in passato
- LA7 Video
- MTV Video
- Mediavideo

Legenda
|  | servizio televisivo (FTA) con tassa canone tv allo stato                               |
|  | servizio televisivo a pagamento (Pay TV) tassa allo stato + secondo abbonamento pay tv |

## Circuiti televisivi sui mux locali
Sui mux locali vi sono tre circuiti televisivi:
- 7 Gold & Top Calcio 24
- QSVS By MEDIAPASON
- NetWeek (Gruppo Sciscione)

Il palinsesto di questi tre circuiti è molto incentrato sul commento e informazione del campionato di Serie A.